# Nachlass
Nachlass bezeichnet im archivarischen Sinne archivwürdiges Schriftgut und andere Materialien, die von einer natürlichen Person nach deren Tod von einer Bibliothek, einem Archiv oder einer anderen (wissenschaftlichen) Institution übernommen werden.
Wenn der Erblasser in seinem Testament bestimmte Sachen zur Archivierung vererbt, ist dies im juristischen Sinne ein Vermächtnis.

## Arten von Nachlässen
Unter Umständen wird nicht der gesamte Nachlass einer Person in einer Institution aufbewahrt, sondern Teilnachlässe (auch Splitternachlässe genannt) bei verschiedenen Institutionen.
Kryptonachlass nennt man den Nachlass einer Person, der sich im Nachlass einer anderen Person befindet.
Angereicherten Nachlass nennt man einen Nachlass, der nachträglich um Materialien ergänzt wurde, z. B. um Briefe des Nachlassers, die sich zuvor bei dessen Korrespondenzpartnern befanden. Ebenfalls gilt ein Nachlass als angereichert, wenn private Dokumente mit Stücken aus anderem Archivgut vermischt sind.
Im übertragenen Sinn wird manchmal auch von einem Firmennachlass oder einem Vereinsnachlass gesprochen. Bestandsbildner ist in diesem Fall keine natürliche Person, sondern eine juristische, beispielsweise ein Unternehmen oder ein Verein.

## Vorlass
Zu Lebzeiten kann eine Person ihr persönliches Archivgut auch verschenken oder verkaufen. Man spricht dann von einem Vorlass. Der Begriff wurde vom damaligen Leiter der Handschriftenabteilung des Deutschen Literaturarchivs Marbach (DLM), Jochen Meyer, in verschiedene Typologien differenziert. In Marbach befindet sich seit 2014 – neben vielen anderen – ein Vorlass von Hans Magnus Enzensberger (1929–2022).

## Erschließung
In Archiven gelten für die inhaltliche Erschließung von Nachlässen die gleichen Grundregeln wie für die Erschließung von Archiv- und Sammlungsgut (v. a.: Die Einheitlichkeit der Verzeichnung von Nachlässen wird durch den Einsatz von Archivsoftware unterstützt). Das in deutschsprachigen Ländern vor allem im Bibliotheksbereich verwendete Regelwerk für die Erschließung von Nachlässen und Autographen sind die so genannten RNAB (Regeln und Normen zur Erschließung von Nachlässen in Archiven und Bibliotheken).
Diese überwiegend von Bibliotheken erstellten Regeln lassen eine gewisse Parallelität zur mehrstufigen Bestandserschließung in Archiven erkennen. Sie versuchen, eine einheitliche Erschließung von Nachlässen im deutschsprachigen Raum zu fördern.

## Nachweis und Übernahme
Es gibt verschiedene Ansätze, Nachlässe übergreifend nachzuweisen. Dies ist besonders wichtig, da in der Regel die Person selbst oder Erben über die Abgabe entscheiden.
Nachlässe von Schriftstellerinnen und Schriftstellern finden sich z. B. in großem Umfang im Deutschen Literaturarchiv Marbach, können aber ebenfalls in weiteren Archiven, Bibliotheken oder Museen überliefert sein.
Nachlässe von Politikern können sich in den einschlägigen Parteiarchiven, zuständigen Staats- oder Kommunalarchiven des Wirkungskreises befinden, in dem der Erblasser tätig war.
Grundlegend gilt daher die Empfehlung, vor allem auch im Interesse der Wissenschaft, dass Nachlässe den Archiven, Museen oder Bibliotheken angeboten werden, in dessen Zuständigkeitsbereich der Nachlass fällt.
Hier kann der Wirkungskreis (der Person oder Firma) ein ganz wesentliches Kriterium sein. Bei dienstlichen Unterlagen kann es sich nach dem deutschen Archivrecht um das Eigentum des Dienstherrn handelt. Nicht selten wird diese Regel von Nachlassgebern übersehen oder von übernehmenden Institutionen ignoriert.
Nachlässe und Teilnachlässe oder Splitter können in unterschiedlichen Institutionen nachgewiesen sein. Eine besondere Hilfe für Nutzerinteressen spielen dabei Fachportale, wie das Archivportal-D oder der Nachweis der Nachlässe im Bundesarchiv.
- Ein wichtiges Online-Findmittel (Repertorium) für Nachlässe ist die Zentrale Datenbank Nachlässe (ZDN) des Bundesarchivs, die in Fortführung des gedruckten Verzeichnisses von Wolfgang A. Mommsen ca. 30.000 Nachlässe vor allem in deutschen Archiven nachweist.
- Das Deutsche Kunstarchiv im Germanischen Nationalmuseum in Nürnberg angesiedelt, ist mit ca. 1.400 Beständen das größte Archiv schriftlicher Nachlässe zu Kunst und Kultur in Deutschland.
- Die zentrale Datenbank Kalliope bei der Staatsbibliothek zu Berlin enthält etwa 1,2 Mio. Datensätze zu Autographen und Nachlässen in ca. 500 deutschen Archiven, Bibliotheken und Museen sowie zu anderen Sammlungen. Sie versteht sich in Bezug auf die Listung von Nachlässen als Fortführung des gedruckten Verzeichnisses von Ludwig Denecke und Tilo Brandis.
- Die Nachlässe von rund 6 100 Künstlern, Wissenschaftlern und Kulturpolitikern sind in Österreich auf der Website der Österreichischen Nationalbibliothek aus einem besonderen Verzeichnis abrufbar.[6]
- Das Pendant für die Schweiz ist das Repertorium der handschriftlichen Nachlässe in den Bibliotheken und Archiven der Schweiz.

## Benutzung
Nachlässe dienen als Quellen für Biografien, für historische, literaturwissenschaftliche und wissenschaftshistorische Forschungen. Aber auch Genealogen nutzen Nachlässe.
Das Recht auf Einsicht in die Unterlagen eines Nachlasses kann verschiedenen Kriterien und Beschränkungen unterliegen. Handelt es sich bei einem Nachlass um eine Schenkung, dann gelten die allgemeinen Benutzungsregeln des betreffenden Archivs. Einschränkungen können entstehen, wenn Erben oder der Erblasser selbst den Vor- oder Nachlass als Depositum übergeben haben.
Heute sind öffentliche Archive bestrebt, ihre ihnen anvertrauten Nachlässe der Öffentlichkeit zugänglich zu machen. Einschränkungen können durch die zu beachtenden Persönlichkeitsrechte noch lebender Personen, das Datenschutzrecht, Urheberrechten oder Rechten Dritter entstehen. Dabei kann der Nachlasser bestimmte Nutzungsbeschränkungen erteilen. So bestimmte beispielsweise der Kirchenhistoriker Franz Xaver Kraus, dass sein Nachlass der Stadtbibliothek Trier übergeben werden sollte und erst 50 Jahre nach seinem Tod geöffnet werden dürfe.
Ein Problem können die Kosten für die Erschließungsarbeiten, Restaurierung und die Aufbewahrung des Nachlasses darstellen. Ähnliches gilt auch, wenn der Nachlass lediglich als Depositum, also als Dauerleihgabe, einer Institution übergeben wird. Hier werden heute meist Vereinbarungen getroffen, die bereits im Vorhinein regeln, dass der Leihgeber bei einer eventuellen Rückforderung die entstandenen Kosten für Erschließung und Aufbewahrung zu erstatten hat.